# Vue d'Ornans (New York)
Vue d'Ornans est un tableau réalisé par le peintre français Gustave Courbet vers le milieu des années 1850. De format horizontal, cette peinture à l'huile sur toile est une peinture de paysage qui représente une vue de sa ville natale d'Ornans, dans le Doubs. On peut identifier, au premier plan, le pont sur le ruisseau de Bonneille, affluent rive gauche de la Loue, au centre du tableau, la rivière Loue et la ville d'Ornans avec le clocher distinctif de l’église Saint-Laurent et au loin, la falaise de la Roche du Mont. Le tableau est exposé depuis 1993 au Metropolitan Museum of Art de New York.

## Description

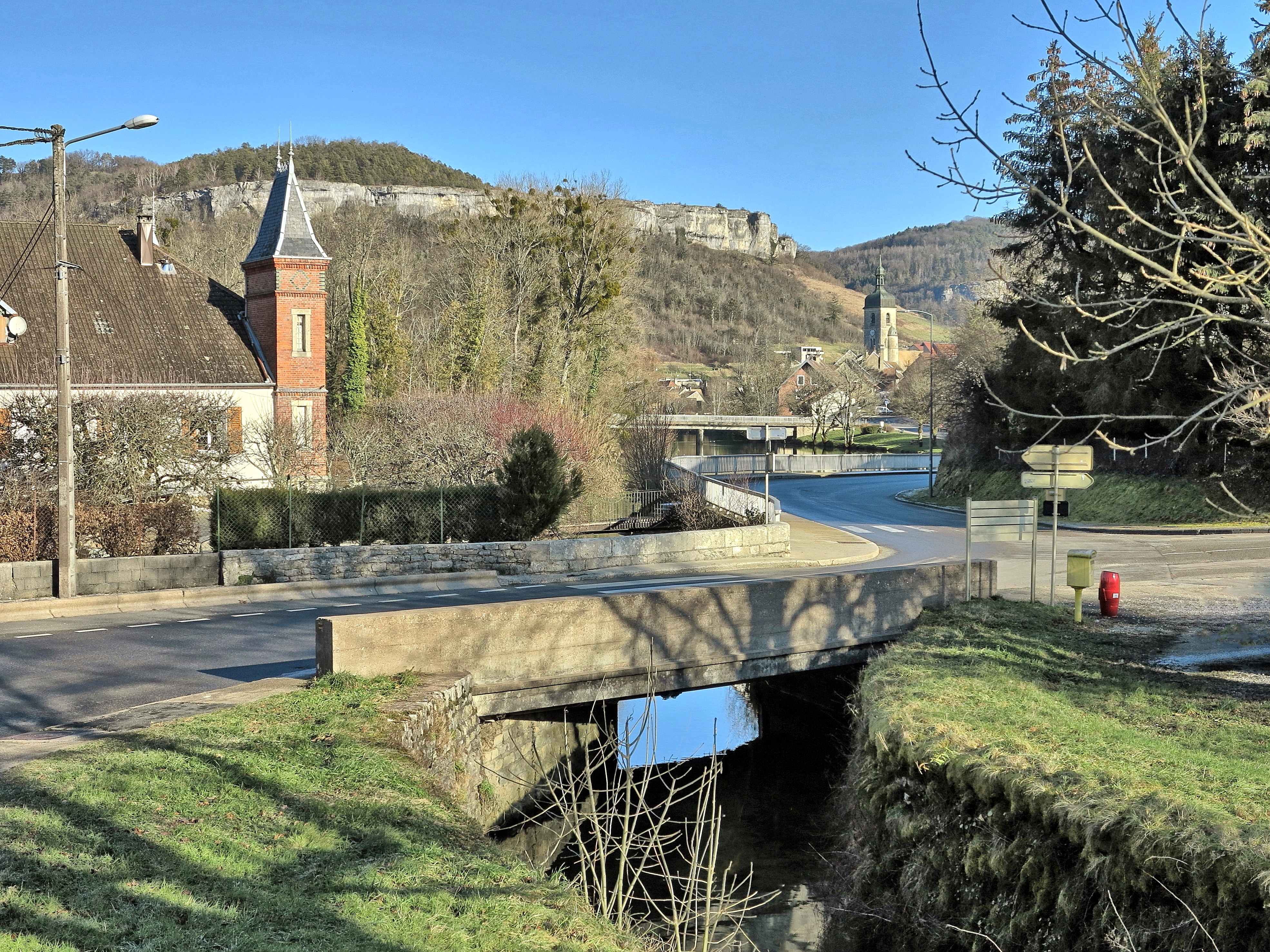
Photo du pont sur le ruisseau de Bonneille prise en 2025.

Comme le montre la photographie ci-contre, Gustave Courbet a réalisé une vue fidèle du paysage même si plusieurs éléments ont changé depuis l'époque du tableau : le pont sur le ruisseau de Bonneille a été reconstruit et élargi, un nouveau pont traverse la Loue et une nouvelle route borde la rive gauche de la Loue.
Note : la notice du MET indique que le pont sur le tableau a traditionnellement été identifié comme celui de la ville de Scey-en-Varais, située à quelques kilomètres en aval d’Ornans. Or, d'après les cartes de l'état-major de l'époque, il n'y avait pas de pont à Scey-en-Varais (il n'y en a toujours pas aujourd'hui) et, en outre, la route qui emprunte ce pont desservait le village de Chassagne et non pas celui de Scey-en-Varais.